# Grytsjön (Svärdsjö socken, Dalarna)
Grytsjön är en sjö i Falu kommun i Dalarna och ingår i Gavleåns huvudavrinningsområde. Sjön är 4 meter djup, har en yta på 0,0641 kvadratkilometer och är belägen 254 meter över havet. Sjön avvattnas av vattendraget Sörjabäcken. Vid provfiske har abborre fångats i sjön.

## Delavrinningsområde
Grytsjön ingår i det delavrinningsområde (674015-152676) som SMHI kallar för Ovan 673881-152933. Medelhöjden är 281 meter över havet och ytan är 4,79 kvadratkilometer. Det finns inga avrinningsområden uppströms utan avrinningsområdet är högsta punkten. Sörjabäcken som avvattnar avrinningsområdet har biflödesordning 3, vilket innebär att vattnet flödar genom totalt 3 vattendrag innan det når havet efter 82 kilometer. Avrinningsområdet består mestadels av skog (84 procent). Avrinningsområdet har 0,07 kvadratkilometer vattenytor vilket ger det en sjöprocent på 1,4 procent.